# والي قاولد
والي قاولد (بالإنجليزية: Wally Gould)‏ (25 سبتمبر 1938 في المملكة المتحدة - 10 مارس 2018) هو لاعب كرة قدم بريطاني في مركز جناح ‏. لعب مع برايتون أند هوف ألبيون وشيفيلد يونايتد ونادي يورك سيتي ونادي تشيلمسفورد ونادي هيلانك ونادي ديربن سيتي ونادي ديربن يونايتد ‏ ونادي لندن الشرقية يونايتد ‏ ونادي غيلفورد سيتي.

## وصلات خارجية
- والي قاولد على موقع قاعدة بيانات كرة القدم.إي يو (الإنجليزية)